# Bill King
William Donald Aelian "Bill" King, DSO & Barra, DSC (23 de juny de 1910 – 21 de setembre de 2012) va ser un comandant, oficial retirat de la Marina Britànica, navegant i autor de llibres. Va ser el participant de més edat inscrit a la Sunday Times Golden Globe Race de 1968, la primera regata al voltant del món en solitari i sense escales –que no va poder finalitzar–, i l'única persona en comandar un submarí britànic el primer i l'últim dia de la Segona Guerra Mundial.

## Biografia
Nascut a Hampshire, va ser criat per la seva mare i la seva àvia. El pare, William Albert de Courcy King, era tinent coronel del cos de Royal Engineers de l'exèrcit britànic i va morir al front de la Primera Guerra Mundial el 1917. El seu avi, William King, va ser President de Mineralogia i Geologia al Queen's College de la Universitat Nacional d'Irlanda a Galway i el primer d'argumentar que els neandertals eren una espècie separada dels humans moderns.
Bill King va estudiar al Royal Naval College de Dartmouth. Va ser assignat primer al vaixell de guerra Resolution que navegava el Mediterrani i després de diverses estades en altres vaixells el 1939 li va ser assignat el comandament del submarí HMS Snapper. Va estar al capdavant de tres embarcacions diferents durant la Segona Guerra Mundial, tant a l'extrem Orient com al Mediterrani, durant la qual va ser promogut al rang de comandant i va guanyar set medalles.
El 1968 va fer el primer intent de circumnavegació amb el seu junc Galway Blazer II, inscrivint-se als 58 anys a la regata Golden Globe Race. Malgrat la seva experiència com a mariner, va haver d'abandonar i ser remolcat fins a Ciutat del Cap quan una gran tempesta va desarborar l'embarcació. L'any 1970 va tornar a intentar-ho però una malaltia el va forçar a rendir-se. Finalment, l'any 1971 va sortir des de la ciutat australiana de Fremantle i va finalitzar a Plymouth, Anglaterra, dos anys després. Durant la travessia va aconseguir arribar a port malgrat una col·lisió contra una criatura marina de grans dimensions que perforà el casc de l'embarcació quan es trobava a 640 km al sud-est d'Austràlia.
En els darrers anys de vida va residir amb la seva família al Castell d'Oranmore, al comtat irlandès de Galway. La seva trajectòria vital atreia l'atenció de mitjans i de productors de cinema i va participar en el rodatge de diversos documentals sobre la seva pròpia vida i sobre la Golden Globe Race.
En el moment de la seva mort, als 102 anys, era el més vell d'entre els comandants de submarins de la SGM que encara quedaven vius.

## Obres publicades
- 1958: The Stick and the Stars. (Hutchinson).
- 1969: Capsize. (Nautical Publishing
- 1975: Adventure in Depth. (Putnam Publishing).
- 1983: Dive and Attack. Revisis and updates The Stick and the Stars, descrius author s experiences during World War II. (W. Kimber / Hutchinson)
- 1989: The Wheeling Stars: A Guide for Lone Sailors. Boston, London: Faber & Faber.
- 1997: Kamikaze: the Wind of God (Minerva Press)